# McFarland (film)
McFarland (ang. McFarland, USA) – amerykański film fabularny z 2015 roku w reżyserii Niki Caro, wyprodukowany przez wytwórnię Walt Disney Studios Motion Pictures. Główne role w filmie zagrali Kevin Costner, Maria Bello i Morgan Saylor. Film oparty na faktach.

## Fabuła
Akcja filmu rozgrywa się w połowie lat 80. XX wieku. Trener futbolu Jim White (Kevin Costner) przenosi się wraz z rodziną do niewielkiego McFarland w Kalifornii. Zatrudnia się jako nauczyciel wychowania fizycznego w miejscowym liceum. Większość uczniów to Latynosi. Uwagę przybysza zwraca kilku nastolatków, w których dostrzega predyspozycje do biegania przełajowego. Przekonuje dyrektora do założenia odpowiedniej sekcji i rozpoczyna treningi. Jego podopieczni pochodzą z ubogich rodzin i oprócz nauki do ich obowiązków należy praca. Nie wszystkim rodzicom podoba się fakt, że synowie tracą czas na ćwiczenia. Dzięki determinacji Jimowi udaje się jednak stworzyć drużynę, która osiąga sukcesy. Pozbawiona perspektyw młodzież zaczyna dostrzegać, że ma wpływ na swój los.

## Obsada
- Kevin Costner jako Jim White[4]
- Maria Bello jako Cheryl White[5]
- Morgan Saylor jako Julie White[6]
- Carlos Pratts jako Thomas Valles[7]
- Elsie Fisher jako Jamie White
- Johnny Ortiz jako Jose Cardenas
- Hector Duran jako Johnny Sameniego
- Sergio Avelar jako Victor Puentes
- Rafael Martinez jako David Diaz
- Rigo Sanchez jako Javi
- Vincent Martella jako Brandon

## Odbiór

### Krytyka
Film McFarland spotkał się z pozytywną reakcją krytyków. W serwisie Rotten Tomatoes 80% ze stu dwudziestu dwóch recenzji filmu jest pozytywna (średnia ocen wyniosła 6,7 na 10). Na portalu Metacritic średnia ocen z 32 recenzji wyniosła 60 punktów na 100.

### Nagrody i nominacje
| Rok  | Miejsce                 | Nagroda         | Kategoria              | Odbiorcy i nominowani | Wynik     |
| ---- | ----------------------- | --------------- | ---------------------- | --------------------- | --------- |
| 2015 | Teen Choice Awards 2015 | Critics' Choice | Ulubiony dramat kinowy | McFarland             | nominacja |